# 2018 TE2
2018 TE2 — астероид, сближающийся с Землёй. Относится к группе аполлонов.
Сближение с Землёй произошло 8 октября 2018 года в 10:36 UTC, расстояние — 487 тыс км (1,27 расстояния до Луны), относительная скорость 13,524 км/c (48687 км/ч).
За две минуты до этого сближения на такое же расстояние к Земле приблизился другой астероид, 2018 TG2.
Астероид был открыт 6 октября 2018 года, то есть за два дня до сближения.

## Сближения
| дата             | а. е.    | расстояний до Луны | небесное тело |
| ---------------- | -------- | ------------------ | ------------- |
| 08.10.2018 10:36 | 0,003259 | 1,27               | Земля         |
| 08.10.2018 17:47 | 0,003020 | 1,17               | Луна          |